# Arenaccia
Arenaccia est un quartier historique (ou zona), de la Municipalità 4 du nord-est de Naples, en Italie. Son nom provient de la Via Arenaccia, une route qui sépare les quartiers de San Lorenzo et Vicaria, qui couvrent cette zone. Les limites est-ouest sont approximativement représentées par la Piazza Carlo III et le Corso Malta, tandis que les limites nord-ouest sont représentées par le début et la fin de la Via Arenaccia.

## Histoire
Le quartier est fondé dans le cadre d'un travail de réorganisation visant à agrandir la ville. Un décret royal du 25 juillet 1885 approuve l'expansion en dix quartiers de la ville de Naples (Arenaccia, Sant'Eframo, Vecchio, Ottocalli, Ponti Rossi, Miradois, Materdei, Vomero-Arenella, Belvedere, et Rione Amedeo) et deux quartiers suburbains. Frank M. Snowden dit du quartier : « Arenaccia, Ottocalli et S. Maria delle Paludi deviennent immédiatement des bidonvilles modernes insalubres. Cependant, vivre à Arenaccia est synonyme d'un statut relativement privilégié ».
Les bâtiments remarquables de la région comprennent le Real Albergo dei Poveri construit par Charles III d'Espagne (qui tire son nom de la place homonyme, Piazza Carlo III), le Liceo Classico Giuseppe Garibaldi et le Teatro San Ferdinando, fondé vers 1790. Un puits artésien à Arenaccia, près du Ponte della Maddalena, est achevé en 1888. Le Stadio Militare dell'Arenaccia est construit entre 1921 et 1923.